# Sin fama ni amistades
Sin fama ni amistades (Nameless and Friendless, “The rich man’s wealth is his strong city: the destruction of the poor is their poverty – Proverbios: 10:15) es una obra en óleo sobre lienzo cuyas dimensiones son 82 cm de alto por 104 cm de ancho. Fue pintada en 1857 por Emily Mary Osborn (1828-1925) y actualmente se localiza en Tate Britain de Londres. 

## Contexto histórico-artístico
Esta obra se realizó a mediados del siglo XIX, un periodo tumultuoso y cambiante que sienta sus bases en dos procesos fundamentales, la revolución francesa y la revolución industrial. 
Asimismo, tal y como enumera Pascuali Villani, «aparecen nuevos elementos que modifican el anterior marco de relaciones internacionales y los equilibrios políticos y económicos. La fundación de los Estados Unidos de América, (…), el dominio de los mares y el gran comercio internacional consolidado en manos inglesas y reforzado por el proceso de industrialización, la discusión y experimentación de nuevos modelos políticos e institucionales», forman parte de este nuevo escenario. 
Además, cabe destacar que el nuevo sistema económico capitalista se convierte en un importante acicate para las nuevas demandas sociales, tales como el sufragio femenino. Desde un punto de vista artístico, se observa cómo a medida que avanza el siglo XIX las mujeres artistas se van «adentrando en géneros pictóricos considerados hasta entonces como masculinos», apunta Patricia Mayayo. 
Concretamente, es en la Inglaterra victoriana cuando se consolidan los prototipos de la mujer decimonónica. Si bien los textos sobre mujeres artistas se nos presentan más abundantes que en épocas anteriores, «estas aparecen siempre caracterizadas como un grupo homogéneo en virtud de su sexo y radicalmente separado del universo de los creadores varones». Igualmente, los productos nacidos de las manos de una mujer se calificaban a menudo  como “delicados” o “inocentes”; obras surgidas de las manos de un amateur. La mujer limitada a su entorno familiar, decente y acopada se configura, a menudo, como la protagonista de un ideario pictórico y de un ideal de feminidad concretos. Por el contrario, una imagen antagónica copa el imaginario artístico y literario generado por los hombres: la mujer fatal bañada de erotismo.
Este panorama contrasta notablemente con lo acontecido en el plano social. A lo largo del siglo XIX se suceden los movimientos por la defensa del voto femenino. Inglaterra se convierte así en uno de los núcleos principales donde obras como The Subjection of Women (1869) de John Stuart Mill sientan las bases del nuevo pensamiento. Asimismo, muchas artistas se ven involucradas en estas demandas, entre ellas, Emily Mary Osborn.  Junto a la pintora británica destacan un considerable número de pintoras e ilustradoras que desarrollaron su trabajo durante la etapa victoriana tales como Elisabeth Thompson, Barbara Leigh Smith Bodichon, Lucy Maddox Brown Rosetti o Lucy Faulkner. 

## Título y referencias literarias
En el momento de su exhibición en la Royal Academy of Arts en 1857 la obra se encontraba acompañada en su título (Nameless and friendless) por una cita procedente del Libro de los Proverbios 10:15. Esta reza así:

“La fortuna del rico es su plaza fuerte, la pobreza de los débiles es su ruina”.

“The rich man’s wealth is his strong city: the destruction of the poor is their poverty”
Proverbios 10:15

A través de esta fuente, Emily Mary Osborn trata de establecer una relación entre la dominación del rico y la dominación del hombre en un mundo en el que la mujer queda emplazada a una posición secundaria y en muchas ocasiones, precaria.
Respecto a sus posibles influencias literarias, la Tate Britain aduce una posible inspiración en la obra de la novelista escocesa Mary Brunton (1778 – 1818) Self-Control, publicada en 1811 y reeditada en 1850. Asimismo, en un intento de redefinición del concepto de feminidad, la heroína y protagonista de la novela, Laura Montreville, trata de mejorar su difícil situación económica en Londres a través de la visita a diversos marchantes. Sin embargo, los intentos por vender sus dibujos y pinturas son, en la mayor parte de los casos, un fracaso.
Por otro lado, las relaciones entre la literatura y la pintura son directas a lo largo del siglo XIX. No es de extrañar que sean otras las obras literarias referidas a la situación de la mujer artista que pudieron servir también de inspiración. Este es el caso de la novelista y poetisa británica Anne Brontë (1820 – 1848) y su obra The Tenant of Wildfell Hall de 1848. Tal y como explica Estrella de Diego, «la protagonista, Mrs. Huntingdon, se tiene que dedicar a la pintura para ganarse la vida cuando deja al marido, personaje malvado». Asimismo, también podemos destacar The Marble Faun or the Romance of Monte Beni, escrito por Nathaliel Hawthorne en 1860 sobre la vida de dos antagónicas artistas.

## Descripción de la obra
Nameless and friendless muestra en el interior de un comercio a una joven mujer artista que, acompañada por un niño, trata de vender su trabajo a un escéptico marchante. La vestimenta negra de la joven nos sugiere una posible situación de orfandad ya que la misma carece de anillo que pueda hacer alusión a un cónyuge perdido. El niño, posiblemente hermano de la artista, mira atento la reacción del marchante, el cual sostiene una de las obras. Este analiza, con un gesto ciertamente despectivo aunque no exento de curiosidad, los trabajos que la joven artista tímidamente trata de mostrar. La entristecida mirada de la mujer dirigida al suelo, su postura retraída y sus manos, que nerviosamente juegan con la cadena, nos llevan a pensar que la obra que sostiene el vendedor es su propio trabajo. Asimismo, tal y como apunta en su información la Tate Britain, su empapado paraguas y su capa hablan de una joven que ha recorrido una considerable distancia hasta llegar allí. Tras ellos y junto a la escalera, se encuentran dos hombres que escuchan atentos la escena. Uno de ellos, de vestimenta elegante, sostiene entre sus manos una estampa coloreada de una bailarina o ballerina. Al margen de la escena principal encontramos a dos personajes masculinos, probablemente trabajadores de la tienda, así como una madre y su hijo que salen con sus compras del lugar. Al fondo se observa la calle.
Nos encontramos ante una obra de carácter figurativo y de composición equilibrada. La disposición de los personajes se organiza en torno a pequeños grupos que aparentemente se encuentran aislados y que, no obstante, se comunican a través de miradas y gestos. Cabe destacar que durante la década de los años 50, Emily Mary Osborn consolidó su reputación como pintora de género, especialmente mediante escenas intimistas protagonizadas por mujeres. Asimismo, tan solo un año antes de realizar Nameless and friendless, Osborn pintaba y exhibía Home thoughts en la Royal Academy of Arts, obra con la que se establecen ciertas similitudes compositivas. Por otro lado, las tonalidades se encuentran polarizadas en gamas cálidas de sombra y siena tostada (dominantes en el mobiliario) y gamas frías de gris, negro y azul cobalto (dominantes en los personajes principales y en el exterior) que se combinan para crear, a través de una factura fluida y apenas perceptible, un crudo y hostil ambiente.
La obra se encuentra ejecutada con detallismo, haciendo especial hincapié en ciertos elementos tales como el pavimento del suelo, la carpeta sostenida por el niño o el cuadro analizado por el marchante. El reducido tamaño de este último nos indica que, posiblemente, se trate de un bodegón o una pintura de características similares; así como destaca la carpeta, la cual podría alojar en su interior dibujos y bocetos. Recordemos que en estos momentos la producción artística de una mujer se encontraba limitada a esta clase de géneros. Desde un punto de vista educativo, junto a las academias de carácter particular existía la denominada “Government School of Art of Femmales” en Londres, donde las artistas recibían clases. No obstante, «en 1859 un grupo de pintoras pedía acceso a la clase del natural», petición que fue denegada. Empero, Estrella de Diego destaca:

“Los logros, no obstante, se fueron alcanzando (…) en 1862 había cinco alumnas matriculadas en 1868 había 13; en 1872, 92, y en 1879, 130. La discriminación subsistía incluso en 1888, ya que el examen para los alumnos era una figura de cuerpo entero mientras las alumnas solo tenían que dibujar la cabeza” (Diego Otero 2009, p. 69).
Estrella de Diego Otero

Del mismo modo, este fenómeno se repitió también en Francia, donde se funda L’Union des Femmes Peintres et Sculpteurs en París, estando presidida por León Bertaux, quien mantuvo una verdadera lucha por el acceso de la mujer a L’Ecole des Beaux-Arts. 
Desde un punto de vista simbólico, esta obra cuestiona el papel de la mujer dentro del mundo del arte como creación y modelo (representada por la estampa coloreada de la bailarina) configurada como fuente de placer visual para los hombres, y como creadora. Para Patricia Mayayo su apariencia y “expresión entristecida y modesta la convierten en la imagen arquetípica de la dama en apuros, esto es, de la mujer de clase media con dificultades monetarias (…) obligada a asegurarse su independencia económica sin perder por ello su respetabilidad”. Asimismo, Linda Nochlin nos invita a mirar este tipo de obras de carácter intimista como “fragmentos de la vida cotidiana, válidos para conocer esa otra historia, la infrahistoria” que no obstante, poseen similitudes temáticas con los trabajos de artistas contemporáneos como Richard Redgrave y Rebecca Solomon.

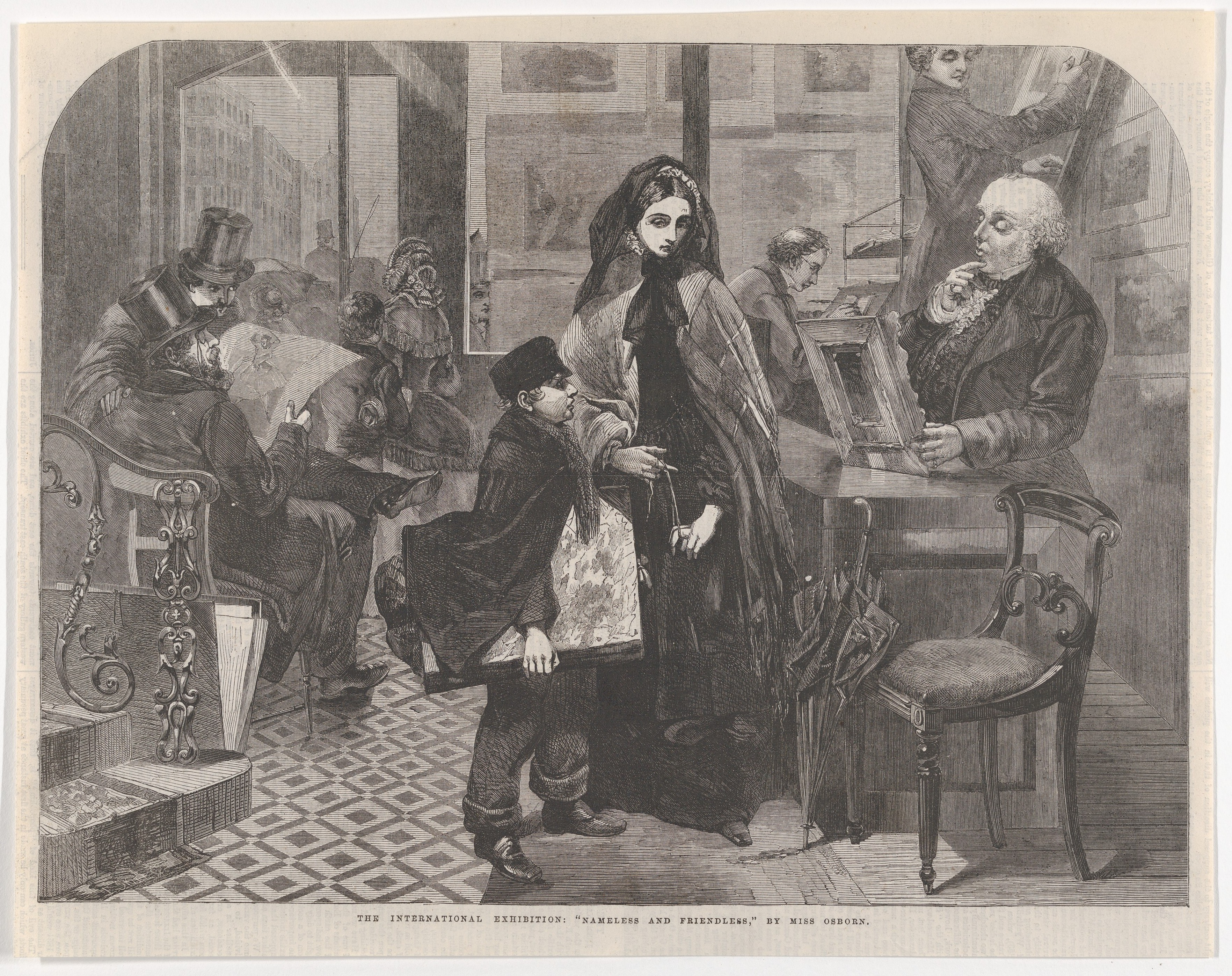
Imagen reproducida por Edward Skill en Illustrated London News.

Cabe destacar que Emily Mary Osborn pronto se encontró vinculada a los movimientos por la defensa de los derechos de la mujer. Fue miembro de la Society of Female Artist, así como una de las firmantes de la petición para el acceso de las mujeres a la Royal Academy of Arts, anteriormente ya mencionada. Asimismo, en 1889 se mostró a favor por la Declaración del Sufragio femenino. En consecuencia, esta obra se puede interpretar como una denuncia de la situación que muchas mujeres sufrían en aquel momento. La consideración que estas mujeres tenían, posiblemente responda a la amenaza que en sí mismas suponían para la institución oficial. Ese grand art estaba siendo atacado, tal y como afirma Mayayo, intentado “preservar el mito de su propia importancia y su estatus como baluarte de los valores tradicionales, en un momento en el que se veía amenazado por el surgimiento de las nacientes vanguardias”. No obstante, resulta vital matizar el caso concreto de Emily Mary Osborn. Cabe destacar que su carrera gozó de considerable éxito a lo largo de toda su vida, nada equiparable al rechazo predominante hacia la mujer artista durante el siglo XIX. Además, Osborn fue siempre respaldada por su familia y apoyada por acaudaladas mecenas tales como la propia reina Victoria. Asimismo, la Tate Britain nos informa que Nameless and friendless fue subastada y posteriormente exhibida en 1862 en la Exposición Internacional de Londres, así como reproducida por Edward Skill en Illustrated London News y también en Art Journal en 1864.